# Zanny Petersen
Zanny Christiane Petersen, född 20 maj 1892 i Köpenhamn, död 7 november 1976, var en dansk skådespelare.
Petersen var dotter till målarmästaren Herman Petersen och dennes hustru Minna Rasmussen. Som 16-åring började hon läsa för Komtesse Moltke för att komma in på teatern. Hon gjorde sitt första scenuppträdande på Dagmarteatern säsongen 1910–1911 där hon spelade fru Bellume i Madama Sans-Gêne. Hon läste därefter för Peter Jerndorff och blev 1911 antagen till Det Kongelige Teaters elevskole. Hon gjorde sin debut där 1913 som Agnete i Elverhøj. Åren  1912–1914 var hon vid Det Ny Teater där hon debuterade som modellen Trilby O'Ferral i Trilby 1913. Hon turnerade också med Anton Verdiers och Otto Jacobsens sällskap. År 1922 gjorde hon sitt sista scenframträdande vid Det lille teater.
Vid sidan av teatern var Petersen aktiv som filmskådespelare. Hon anställdes vid Nordisk Film och debuterade 1911. Hon fick samma år sin första större roll i Ekspeditricen. År 1914 gjorde hon fyra filmer för Filmfabriken Danmark. Fram till 1917 medverkade hon i ett 40-tal filmer. Samma år blev hon uppsagd från sitt kontrakt med Nordisk Film på grund av första världskriget. Tillsammans med Philip Bech och Alf Blütecher tog Petersen ärendet till domstol och tilldömdes där i april 1918 rätt till lön under den resterande kontraktsperioden. Hon medverkade i ytterligare fem filmer 1918–1919 och gjorde sin sista roll i Hendes Helt (1919).
Den 13 oktober 1922 gifte hon sig med läkaren Poul Jacob Ernst och avslutade då sin skådespelarkarriär. I mitten av 1930-talet blev paret frälsta och började ägna sig åt socialt-religiöst arbete. I samband med detta tog Petersen avstånd från sina tidigare skådespelarinsatser.

## Filmografi (urval)
- 1912 – De uheldige friere
- 1918 – Himmelsskeppet